# John Brosnan
John Raymond Brosnan (Perth, 7 ottobre 1947 – Londra, 11 aprile 2005) è stato un romanziere e saggista australiano naturalizzato britannico.

## Biografia e opere
Nato il 7 ottobre 1947 a Perth (Australia Occidentale) ed emigrato a Londra verso la fine degli anni sessanta, e avendo già scoperto il fandom della fantascienza attraverso le pagine dell'«Australian Science Fiction Review», curò una serie di fanzine («Why Bother», «Scab», ecc.), ma divenne soprattutto un noto saggista, autore di volumi di cinematografia dedicati a interpreti, film del terrore, effetti speciali e pellicole fantascientifiche: James Bond in the Cinema (1972), Movie Magic: The Story of Special Effects in the Cinema (1974), The Horror People (1976), Future Tense: The Cinema of Science Fiction (1978), The Primal Screen: A History of Science Fiction Film (1991), Lights, Camera, Magic! (1998). 
Con vari pseudonimi scrisse romanzi horror fantascientifici come Il fungo (1985), mentre con la sua firma autentica si è dedicato al ciclo dei «Signori dell’aria». Nel primo romanzo del ciclo, I signori dell'aria (1988), i pochi sopravvissuti alla guerra genetica sono afflitti dalle incursioni aeronavali comandate dall'aristocrazia al potere. Nel seguito I guerrieri dell'aria (1989) i signori si vedono costretti a stringere un'alleanza per fronteggiare un nemico estrinseco deciso a impossessarsi del comando. Con La fine del dominio (1991), invece, la storia si arricchisce attraverso la presentazione di creazioni computerizzate e misteriosi contatti spaziali. 
Dai suoi libri Slimer (1983), Carnosaur (1984) e Bedlam (1992) furono tratti altrettanti film di scarso successo. Tra gli altri scritti si possono citare ancora Tendril (1986) e Supernave (Mothership, 2004).
Quest'ultimo avrebbe dovuto essere il primo di una serie il cui primo seguito Mothership Awakening non è mai uscito a causa della morte dell'autore avvenuta all'età di 57 anni l'11 aprile 2005 a causa di una pancreatite acuta.